# Orthodox Presbyterian Church
Die Orthodox Presbyterian Church (OPC) ist eine konservative presbyterianische Kirche, die vorwiegend in den Vereinigten Staaten vertreten ist. Sie wurde von theologisch konservativen Gliedern der calvinistischen Presbyterian Church (U.S.A.) (PCUSA) gegründet. In 1930er Jahren setzten sie sich gegen die um sich greifende modernistische Theologie zur Wehr. Angeführt wurde die Bewegung von John Gresham Machen, der auch das Westminster Theological Seminary mitgegründet hatte. Die OPC versucht, den ursprünglichen Calvinismus in einer presbyterianischen Gemeindestruktur zu bewahren.
Nach eigenen Angaben hatte sie Ende 2016 30.918 Mitglieder in 278 Gemeinden, für die 540 Pfarrer tätig waren.

## Geschichte
In der Tradition von Männern wie Charles Hodge, Geerhardus Vos und B. B. Warfield war Machen einer der führenden Konservativen im Lehrkörper des Princeton Theological Seminary, das bis in die frühen Zwanzigerjahre ein Bollwerk der traditionellen presbyterianischen Theologie darstellte. 1929 formierte sich jedoch die Leitung des Seminars neu im Sinne theologisch liberaleren Ansichten und besetzte Lehrstühle mit Professoren, die dem Modernismus gegenüber aufgeschlossener und gewissen Formen des theologischen Liberalismus gegenüber wesentlich freundlicher eingestellt waren.

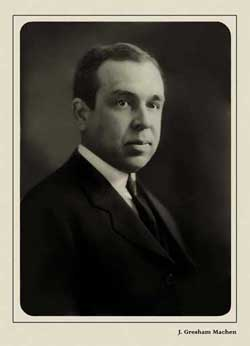
John Gresham Machen

Machen und eine Gruppe anderer Konservativer stellten sich diesen Änderungen in den Weg, indem sie 1929 das Westminster Theological Seminary ins Leben riefen. Darauf brachte Machen diesen Fall vor die Generalversammlung der PCUSA. Er wandte sich dabei gegen theologische Positionen, die er für die Erkennbarkeit der reformierten Tradition für gefährlich hielt, ja sogar für eine Gefahr für die Grundlagen des Christentums.  Die Generalversammlung weigerte sich, etwas zu unternehmen. Daher gründeten Machen und mehrere andere Professoren zusammen mit einer Gruppe konservativer Verbündeter das Independent Board for Presbyterian Foreign Missions („Unabhängiger Ausschuss für Presbyterianische Auslandsmission“). Die Generalversammlung von 1934 verurteilte diesen Schritt. Machen und seine Leute wurden aus dem Dienst ihrer Kirche entlassen.
Am 11. Juni 1936 versammelten sich Machen und eine Gruppe von Geistlichen, Ältesten und Laien in Philadelphia, um die Presbyterian Church of America zu gründen (nicht zu verwechseln mit der Presbyterian Church in America, die sich rund 40 Jahre später bildete). Die PCUSA reichte gegen die neugegründete Denomination Klage ein wegen des gewählten Namens. 1939 nahm sie den Namen Orthodox Presbyterian Church an.
Zu der Zeit, die der Gründung der OPC voranging, galten Machen und seine Verbündeten in der PCUSA als bekannte Anführer des christlichen Fundamentalismus. Machen und die Mehrheit der OPC allerdings sahen sich vielmehr dem traditionellen reformierten Erbe verpflichtet mit seinen uneingeschränkten Glaubensgrundlagen als der fundamentalistischen Bewegung, die nach Ansicht vieler in der reformierten Tradition in ihren Lehraussagen unzureichend war.
Eine Fraktion der OPC verpflichtete sich aber spätestens 1937 einem reinen Fundamentalismus, der sich von der übrigen OPC durch Dinge wie völlige Alkoholabstinenz, eine prämillenaristische Eschatologie, Gegnerschaft zum Ökumenismus und politische Aktivitäten gegen die Kommunistische Partei. Diese Gruppierung trennte sich vom OPC unter der Führung von Carl McIntire und gründete die Bible Presbyterian Church.
Zu den ersten Führungspersönlichkeiten der OPC zählten Cornelius Van Til, Gordon Clark, Robert Dick Wilson, R. B. Kuiper und später John Murray.

## Beziehungen und Mitgliedschaften
Die OPC unterhält eine herzliche Beziehung mit der Presbyterian Church in America (PCA), der größten konservativ-reformierten Denomination in den Vereinigten Staaten. Die beiden unterscheiden sich voneinander mehr (entstehungs-)geschichtlich als in Lehrfragen, obwohl die OPC traditionellerweise konservativer als die PCA in Fragen der Anbetung, Leitung und Gemeindeordnung ist. Darüber hinaus wurde die OPC als historisch im Norden der USA entstandene Gemeinschaft kulturell nicht von der Bewegung des Lost Cause zur Versöhnung des Südens mit dem Norden (vgl. Sezessionskrieg) geprägt wie die Kirchen, aus denen der Kern der PCA entstand.
Die OPC verlangt von Ältesten und Diakonen das umfassende Bekenntnis zu den Westminster Standards als einem angemessenen Ausdruck der biblischen Lehren, während die PCA kleinere Abweichungen zulässt.
Die OPC ist Mitglied im „Rat der Nordamerikanischen Presbyterianer und Reformierten“ (North American Presbyterian and Reformed Council, NAPARC) und in der International Conference of Reformed Churches (ICRC).